# Max McGee
(en) Statistiques sur pro-football-reference
William Max McGee (né le 16 juillet 1932 - mort le 20 octobre 2007) est un joueur de football américain professionnel, évoluant au poste de wide receiver pour les Packers de Green Bay dans la NFL. Il joue de 1954 à 1967, et est principalement connu pour sa performance lors du Super Bowl I lors duquel il réceptionne sept passes pour 138 yards et deux touchdowns,,.
Au coup d'envoi du Super Bowl I, Max McGee est âgé de 34 ans et est remplaçant. Avant la rencontre, il dit au titulaire Boyd Dowler qu'il espère qu'il ne se blessera pas car il n'est pas en bonne forme. Dès la deuxième action du Super Bowl, Dowler se blesse et Vince Lombardi fait appel aux services du vétéran McGee. Ce dernier a oublié son casque au vestiaire mais cela ne l'empêche pas de rentrer sur le terrain. Sur l'un des plus improbables réceptions de l'histoire du Super Bowl, il se jette et réceptionne à une main le ballon que Bart Starr a lancé derrière lui. McGee se relève et marque le premier touchdown de l'histoire de Super Bowl.
Dans le troisième quart-temps de ce match, McGee réalise un festival, réceptionnant des passes pour 11 yards, 16 yards alors qu'il a deux défenseurs sur lui, et 13 yards pour un nouveau touchdown. Dominant, il conclut son exceptionnelle performance par un troisième touchdown de 37 yards dans la victoire 35 à 10 des Packers. Pour le halfback Paul Hornung, Max McGee aurait dû être élu meilleur joueur du premier Super Bowl à la place de Bart Starr, ce dernier est même d'accord.